# محمد وقاص (بازیکن هاکی روی چمن)
محمد وقاص (انگلیسی: Muhammad Waqas؛ زادهٔ ۳ سپتامبر ۱۹۸۸) بازیکن هاکی روی چمن اهل پاکستان است.
وی در مسابقات کشوری و بین‌المللی در مجموع برندهٔ ۲ مدال طلا، ۲ مدال نقره، ۲ مدال برنز شده‌است.